# Pistolet maszynowy Hyde-Inland M2
Hyde-Inland M2 (U.S. Submachine gun, M2, .45 ACP) – amerykański pistolet maszynowy z okresu II wojny światowej.

## Historia
Pod koniec lat 30. XX wieku armia amerykańska używała pistoletów maszynowych Thompson M1928A1, broni skomplikowanej i działającej na zasadzie odrzutu zamka półswobodnego oraz drogiej w produkcji. Po wybuchu II wojny światowej opracowano nowy pistolet maszynowy Thompson M1 działający na zasadzie odrzutu zamka swobodnego, ale koszty jego produkcji były nadal wysokie. Wiele krajów biorących udział w wojnie posiadało proste w produkcji pistolety, dlatego gdy do rąk Amerykanów trafiły niemieckie MP 40, oraz brytyjskie Steny rozpoczęto prace nad nową bronią o maksymalnie uproszczonej i taniej konstrukcji.
Wśród konstruktorów którzy wzięli udział w projektowaniu następcy Thompsonów był George Hyde pracujący w należącej do General Motors firmie Inland Division. Wspólnie z Frederickiem Sampsonem skonstruował on pistolet maszynowy M3 Grease Gun przyjęty do uzbrojenia w 1942 roku. Nowa broń była produkowana przy użyciu nowoczesnych technologii z szerokim wykorzystaniem technologii tłoczenia, ale rozpoczęcie produkcji tej broni wymagało wykonania skomplikowanego oprzyrządowania które mogło zająć dużo czasu i wiązało się z dużym ryzykiem. Dlatego jako rozwiązanie przejściowe postanowiono przyjąć inną konstrukcję Hyde’a, która mogła być produkowana przy użyciu już opanowanych technologii. 13 kwietnia 1942 roku została ona standaryzowana jako U.S. Submachine gun, M2, .45 ACP, a firma Marlin Firearms Corporation otrzymała kontrakt na wyprodukowanie 164 450 pistoletów maszynowych M2. Za każdy egzemplarz miała otrzymać 36,76 dolarów.
Według planów produkcja pistoletu maszynowego M2 miała się rozpocząć w grudniu 1942 roku. Jednak problemy z podwykonawcami sprawiły, że nie udało się jej uruchomić do końca marca 1943 roku. Ostatecznie pierwsza partia 400 sztuk pistoletów M2 została dostarczona United States Army dopiero w maju. Ponieważ produkcja M3 rozwijała się bez większych problemów, w czerwcu 1943 roku uznano, że kontynuowanie produkcji tej broni nie ma sensu i w rezultacie 17 czerwca 1943 roku M2 został wycofany z uzbrojenia US Army.

## Konstrukcja
M2 był bronią samoczynną działającą na zasadzie odrzutu zamka swobodnego, strzelającą z zamka otwartego. Komora zamkowa rurowa. Zasilanie broni z dwurzędowych magazynków o pojemności 30 naboi (magazynki wymienne z Thompson M1). Rękojeść przeładowania po prawej stronie broni, lufa gwintowana, z czterema bruzdami. Gwint prawoskrętny. Przyrządy celownicze mechaniczne składały się z muszki i celownika przerzutowego. Kolba, chwyt pistoletowy i łoże drewniane.